# Malik Kleist
Malik Lorentz Rink Søren Kleist (*6. dubna 1977, Tasiilaq) je grónský filmař a rockový hudebník. Jako filmový producent je od roku 2009 jedním ze zakladatelů pravidelné produkce grónských filmů.

## Životopis
Malik Kleist je synem státního úředníka Kaje Kleista (*1943) a jeho manželky Else Hansenové (*1950). Jeho starším bratrem je badmintonista Mininnguaq Kleist.
O film se zajímal už od dětství. Ve 14 letech si koupil první kameru a s kamarády natáčel krátké filmy. V roce 1998, ještě během školy, pracoval jako asistent osvětlovače a zvukaře pro profesionální filmový štáb, který natáčel film Sinilluarit (Dobře spát) s režisérem Inukem Silis-Høeghem. Poté, co v roce 1999 dokončil střední školu, začal studovat na mediální škole ve Viborgu v Dánsku. Tu dokončil v roce 2004. Poté byl zaměstnán v KNR, kde pracoval jako kameraman, osvětlovač, zvukař a střihač. Později se stal také koproducentem pořadu pro mládež Sofa aappalaartoq (Červená pohovka) a poté konzultantem a redaktorem pořadu Inuusuttut silarsuaat (Svět mladých lidí). V letech 2008 až 2009 byl ředitelem a majitelem filmové produkční společnosti IMalik Production. V roce 2009 opustil KNR a spolu s Akou Hansenem založil filmovou produkční společnost Tumit Productions. Aka Hansen společnost v roce 2013 opustil a Kleist do rozpuštění v roce 2016 vedl sám.
V letech 2000 až 2008 byl Malik Kleist zpěvákem, skladatelem a textařem rockové skupiny Chilly Friday. Později měl v letech 2011 až 2016 vlastní skupinu Malik. V roce 2012 vydal album Nammineq uanga (Já) a v roce 2016 Ulloq nutaaq takkuppoq (Začíná nový den).
Malik Kleist získal cenu Koda v roce 2001 za film Chilly Friday. V roce 2011 získal cenu Greenland Christmas Stamp Foundation. V roce 2013 získal grónskou filmovou cenu Innersuaq.